# Remix and Repent
Remix & Repent est un EP de Marilyn Manson, sorti le 25 novembre 1997.
Il a atteint la première place du classement Rock and Metal dans la catégorie singles au Royaume-Uni en janvier 1998.

## Liste des titres
1. The Horrible People
2. The Tourniquet Prosthetic (Dance Mix)
3. Dried Up, Tied And Dead To The World (Live In Utica, NY)
4. Antichrist Superstar (Live In Hartford, CT)
5. Man That You Fear (Acoustic Requiem For Antichrist Superman)